# ستيوارت ديفلن
ستيوارت ديفلن (بالإنجليزية: Stuart Devlin)‏ هو صائغ فضة وصائغ ذهب أسترالي، ولد في 9 أكتوبر 1931 في غيلونغ في أستراليا، وتوفي في 12 أبريل 2018 في تشيتشستر في المملكة المتحدة.